# Dấu gạch nối
Dấu gạch nối (-) không phải là một dấu câu, nó được sử dụng để tách các âm tiết (tiếng) của một từ.
Không được nhầm lẫn dấu gạch nối với dấu gạch ngang (–) dài hơn và có công dụng khác hoặc với dấu trừ (–), có độ dài tương tự dấu gạch ngang.

## Phân biệt dấu gạch nối và dấu gạch ngang
Mặc dù dấu gạch nối không được nhầm lẫn với dấu gạch ngang và dấu trừ, tuy nhiên có một số chồng chéo trong cách sử dụng như trong (một số) bộ mã hóa ký tự thường sử dụng cùng một ký tự, được gọi là "dấu gạch nối – trừ", để thể hiện cả hai ký hiệu dấu gạch nối và dấu trừ.
Cách phân biệt nhận biết nhưng rất ít được để ý là giữa dấu gạch nối và chữ cái sẽ không có dấu cách (khoảng trắng), còn giữa dấu gạch ngang và chữ cái thì có dấu cách. Ví dụ: văn-thể-mỹ (dấu gạch nối), văn hóa – giáo dục (dấu gạch ngang)